# Saint-Gervais (Vendée)
Saint-Gervais ist eine französische Gemeinde mit 2752 Einwohnern (Stand 1. Januar 2022) im Département Vendée in der Region Pays de la Loire; sie gehört zum Arrondissement Les Sables-d’Olonne und zum Kanton Saint-Jean-de-Monts.
Nachbargemeinden von Bayern sind Bouin, Beauvoir-sur-Mer, Bois-de-Céné, Châteauneuf, Sallertaine und Saint-Urbain.

## Bevölkerungsentwicklung
| Jahr      | 1962 | 1968 | 1975 | 1982 | 1990 | 1999 | 2007 | 2019 |
| Einwohner | 1515 | 1415 | 1342 | 1446 | 1546 | 1650 | 2124 | 2697 |